# Marquesado de Valderrey
El marquesado de Valderrey  es un título nobiliario español creado por el rey Alfonso XIII en favor de Manuel Pidal y Bernaldo de Quirós, diputado a Cortes, mediante real decreto del 4 de julio de 1914 y despacho expedido el 7 de agosto del mismo año.

## Marqueses de Valderrey
|                           | Titular                           | Periodo                   |
| Creación por Alfonso XIII | Creación por Alfonso XIII         | Creación por Alfonso XIII |
| ------------------------- | --------------------------------- | ------------------------- |
| I                         | Manuel Pidal y Bernaldo de Quirós | 1914-1940                 |
| II                        | Alejandro Pidal y Toro            | 1952-1957                 |
| III                       | Alejandro María Pidal Corral      | 1961-2022                 |
| IV                        | María del Socorro Pidal Ochoa     | 2025-actual titular       |

## Historia de los marqueses de Valderrey
- Manuel Pidal y Bernaldo de Quirós (m. Madrid, 30 de enero de 1940), I marqués de Valderrey, diputado a Cortes y abogado.[3]

Casó el 12 de febrero de 1903, en Villafranca, con María de los Dolores Toro y Sánchez-Arjona (1867-1941), hija de María Dolores Sánchez Arjona y Vaca y su esposo Juan de Toro y Mendoza. En 1952 sucedió su hijo:
- Alejandro Pidal y Toro de Guzmán (Villafranca, 6 de agosto de 1909-Buenos Aires, 25 de diciembre de 1957), II marqués de Valderrey.

Casó el 18 de octubre de 1932, en Madrid, con Elena Corral y Casado, hija de Pablo de Corral, vizconde de Oña, y su esposa Margarita Casado. El 30 de diciembre de 1961, previa orden del 6 de diciembre de 1960 para que se expida la correspondiente carta de sucesión (BOE del día 15), le sucedió su hijo:
- Alejandro María Pidal y de Corral (Madrid, 27 de noviembre de 1933-Asunción, 12 de octubre de 2022), III marqués de Valderrey.[3] Sus restos mortales descansan en Ypacaraí Paraguay junto a los de su esposa.

Casó el 30 de octubre de 1960, en Buenos Aires, con Marta Ochoa del Ger. Sucedió su hija:
- María del Socorro Pidal Ochoa, IV marquesa de Valderrey.[6]